# Droga wojewódzka 385
Die Droga wojewódzka 385 (DW 385) ist eine 104 Kilometer lange Droga wojewódzka (Woiwodschaftsstraße) in der polnischen Woiwodschaft Opole und der Woiwodschaft Niederschlesien, die die Droga krajowa 57 in der Nähe von Jaczowice und Dzierżoniów über die Droga wojewódzka 384 mit dem Grenzübergang von Tłumaczów nach Otovice u Broumova in Tschechien verbindet. Sie führt durch das Warthagebirge (über den Pass Przełęcz Srebrna (Silberbergpass); 585 m Höhe). Dieser Pass ist eine malerische Straße mit steilen Hängen, großem Höhenunterschied und vielen scharfen Kurven um Srebrna Góra. Im Winter ist die Strecke gefährlich und in der Umgebung von Srebrna Góra oft unpassierbar.

## Straßenverlauf
Woiwodschaft Opole, Powiat Opolski
- Jaczowice (Jatzdorf) (DK 46)

Woiwodschaft Opole, Powiat Brzeg
- Grodków (Grottkau) (DW 378, DW 401)

Woiwodschaft Niederschlesien, Powiat Ząbkowicki
- Ziębice (Münsterberg in Schlesien) (DW 395)
- Ząbkowice Śląskie (Frankenstein) (DK 8, DW 382)

Woiwodschaft Niederschlesien, Powiat Kłodzki
- Wolibórz (Volpersdorf) (DW 384)
- Nowa Ruda (Neurode) (DW 381)
- Ścinawka Górna (Obersteine) (DW 387)
- Tłumaczów (Tuntschendorf) (DW 385)
- Grenzübergang  nach  Tschechien